# مفصل مچی-کف‌دستی
مفاصل مچی-کف‌دستی یا کارپومتاکارپ (به انگلیسی: Carpometacarpal joint) پنج مفصل در مچ دست هستند که ردیف انتهایی استخوان‌های مچ دست و پایه‌های پروگزیمال پنج استخوان کف‌دستی را مفصل‌بندی می‌کنند.
مفصل CMC انگشت شست یا اولین مفصل CMC که به عنوان مفصل ذوزنقه‌ای مچی (TMC) نیز شناخته می‌شود، تفاوت قابل‌توجهی با چهار مفصل دیگر CMC دارد.

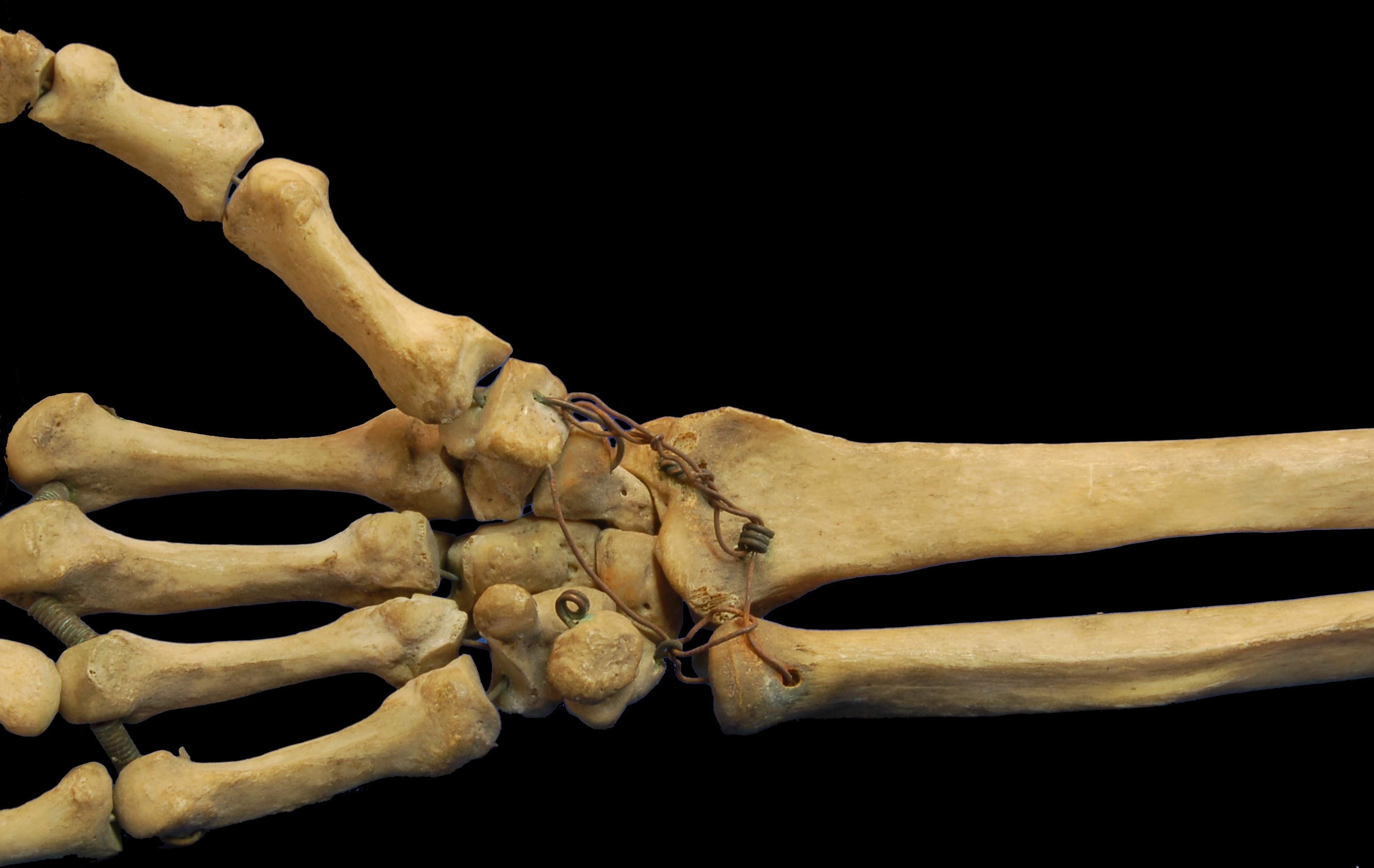
استخوان‌های مچ دست انسان. در این عکس هم حالت آزاد و هم شکل زین اولین مفصل CMC و کمان کف دست عرضی پروگزیمال به وضوح دیده می‌شود.